# Pădurea Tudora
Pădurea Tudora este o arie protejată de intres național ce corespunde categoriei a IV-a IUCN (rezervație naturală de tip forestier), situată în județul Botoșani, pe teritoriul administrativ al comunei Tudora.

## Descriere
Rezervația naturală declarată prin Legea Nr. 5 din 6 martie 2000, se află în imediata apropiere a satului Tudora, la poalele nord-vestice ale Dealului Mare-Tudora (Dealul Bobeica), la o altitudine de 550 m, și are o suprafață de 119 ha. 
Aria naturală reprezintă o zonă cu păduri de foioase, vegetație de stepă și pajiști, în al cărei perimetru vegetează specia arboricolă de tisă (Taxus baccata), specie declarată monument al naturii.

## Floră

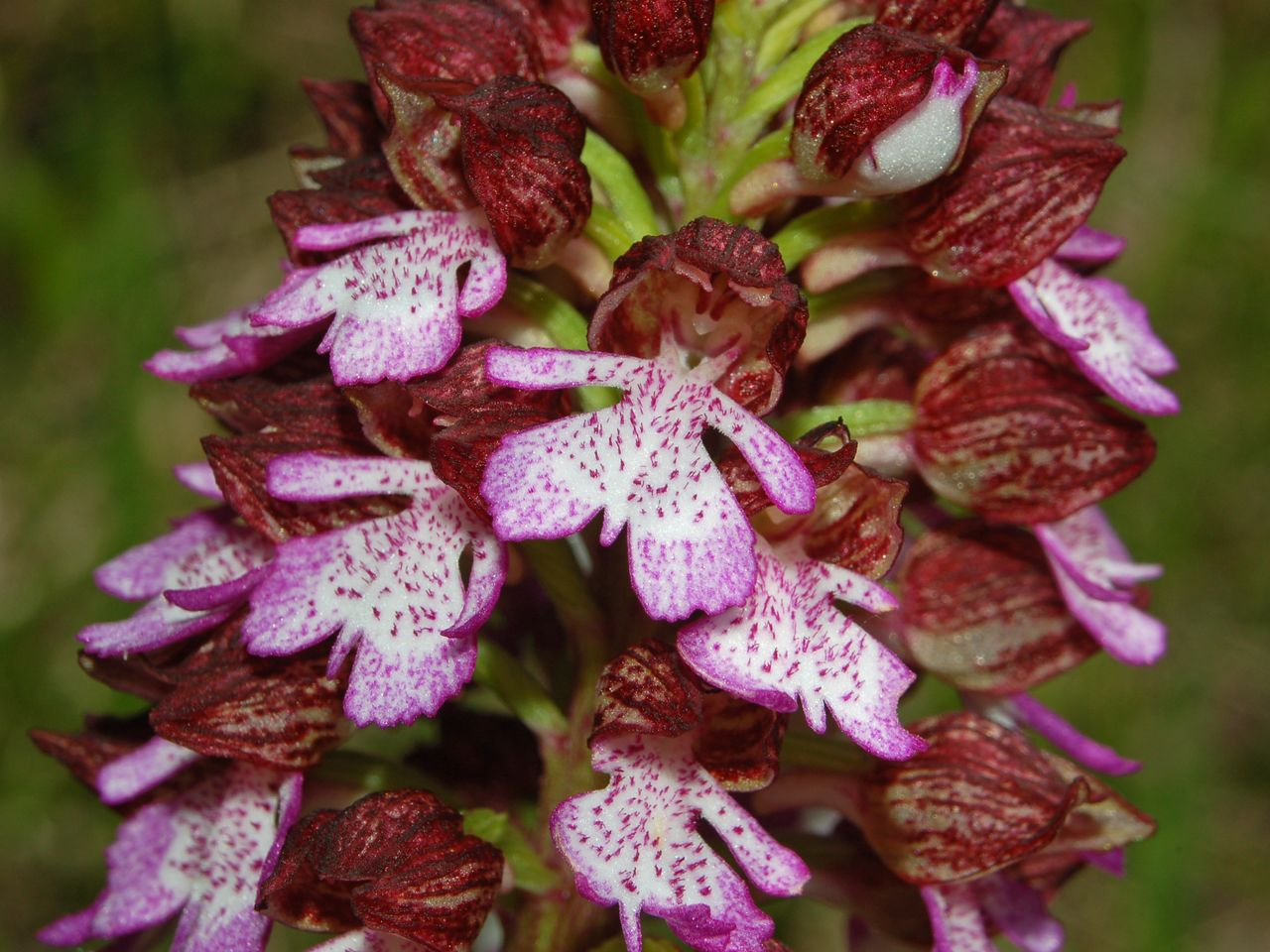
Orhidee (Orchis purpurea)

Pe lângă arboretul de tisă (cu vârste cuprinse între 300 și 350 de ani), sunt întâlnite specii de fag (Fagus sylvatica), carpen sau stejar (Quercus robur). 
La nivelul ierburilor, în humusul de mull forestier se dezvoltă specii floristice, printre care: orhideea din specia Orchis purpurea, somnoroasa (Cerinthe minor), specia de gențiană Gentiana ciliata, rogozul nutant (Carex pendula), brândușa de munte (Crocus heuffelianus) sau iedera (Hedera helix).

## Faună

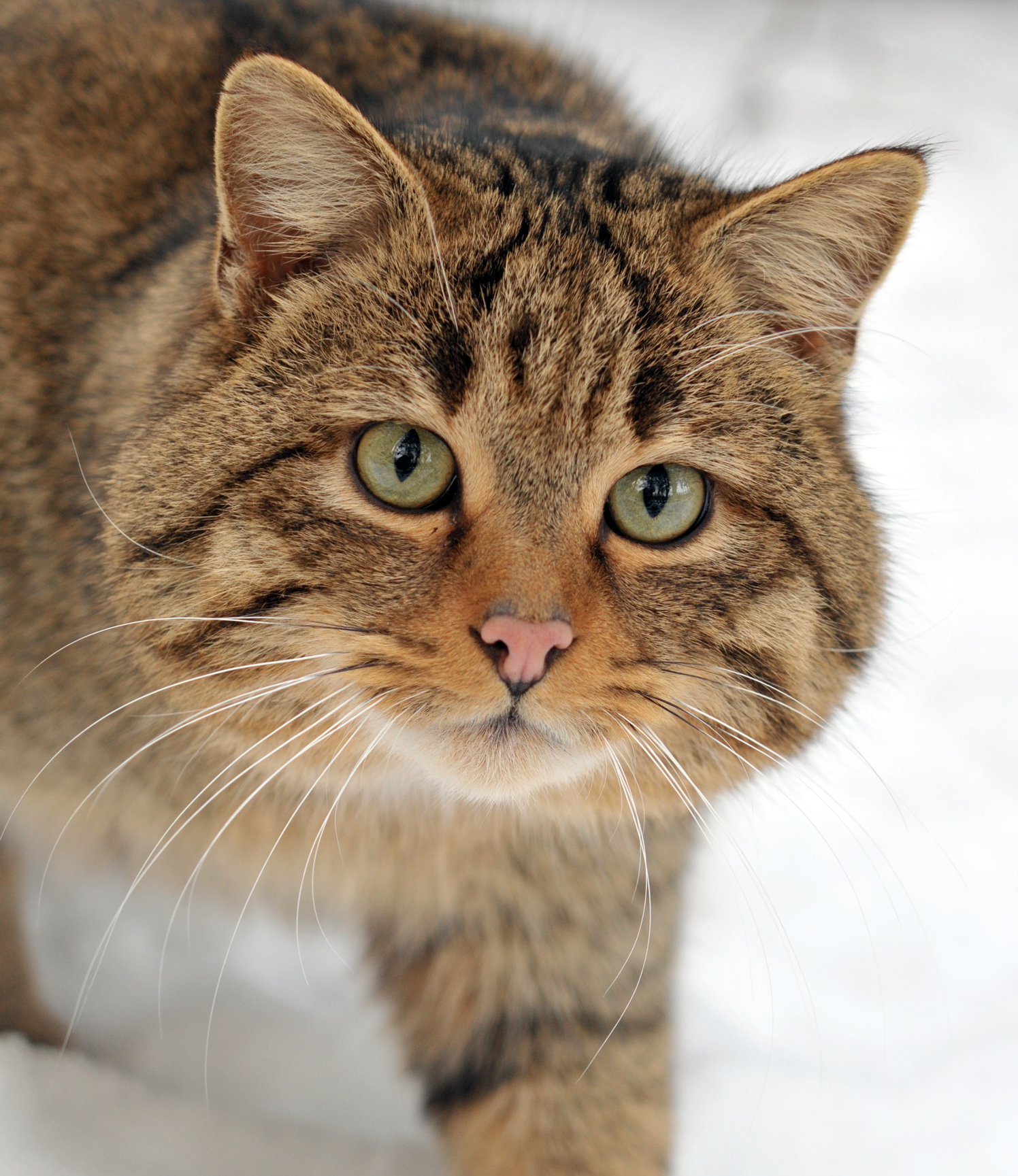
Pisică sălbatică (Felis silvestris)

Fauna rezervației este alcătuită din specii de mamifere: cerb (Cervus elaphus L.), căprioară (Capreolus capreolus), mistreț (Sus scrofa), pisică sălbatică (Felis silvestris), vulpe (Vulpes vulpes crucigera), veveriță (Sciurus carolinensis); păsări, insecte, reptile și batracieni.

## Căi de acces
- Drumul județean (208C) Botoșani - Tudora
- Drumul județean (208H) Flămânzi - Copălău - Oneaga - Tudora